# Bogusław Dębski
Bogusław Dębski (ur. 15 października 1953 w Ełku) – polski polityk, samorządowiec i inżynier, od 1998 do 2002 wiceprezydent Białegostoku, od 2008 do 2010 wicemarszałek województwa podlaskiego, w latach 2019–2024 przewodniczący sejmiku podlaskiego.

## Życiorys
Ukończył w 1977 studia na Wydziale Elektroniki Politechniki Gdańskiej, po których został zatrudniony w Białostockich Zakładach Podzespołów Telewizyjnych „Unitra-Biazet”.
W 1980 przystąpił do „Solidarności”. Po wprowadzeniu stanu wojennego organizował strajk w zakładzie pracy, został aresztowany 18 grudnia 1981, następnie skazany na karę dwóch lat pozbawienia wolności. Zwolniono go w październiku 1983. Do 1989 pracował w Elektromechanicznej Spółdzielni Pracy w Białymstoku, potem powrócił do „Biazetu”.
W latach 1994–2006 zasiadał w białostockiej radzie miasta (w 2002 wybrany z ramienia Ligi Polskich Rodzin). Od 1994 do 1998 pełnił funkcję członka zarządu miasta, następnie do 2002 był wiceprezydentem. W wyborach samorządowych w 2006 z listy Prawa i Sprawiedliwości uzyskał mandat radnego sejmiku podlaskiego. Wybrano go na urząd marszałka, jednak nie objął tej funkcji, gdyż sejmik nie zdołał powołać całego pięcioosobowego zarządu w terminie trzymiesięcznym, co doprowadziło do jego rozwiązania. W przedterminowych wyborach w 2007 Bogusław Dębski ponownie został radnym, nie wszedł jednak do nowego zarządu w ramach koalicji PiS-PSL. W styczniu 2008 odszedł z PiS, współtworząc klub radnych Prawica Podlasia. Po powstaniu nowej koalicji objął funkcję wicemarszałka. W 2009 był pełnomocnikiem Naprzód Polsko w okręgu białostockim, a następnie w tym samym roku objął analogiczną funkcję w Prawicy Rzeczypospolitej. W wyborach samorządowych w 2010, w ramach porozumienia wyborczego PR z PSL, bez powodzenia ubiegał się o reelekcję do sejmiku z listy Polskiego Stronnictwa Ludowego oraz kandydował (z ramienia lokalnego komitetu, m.in. z poparciem PSL) na prezydenta Białegostoku (otrzymał 2,7% głosów, co dało 4. miejsce spośród 5 kandydatów).
W czerwcu 2011 wygrał konkurs na dyrektora szpitala w Zambrowie. W 2014 ponownie wybrany na radnego sejmiku – kandydował wówczas z ramienia PiS z rekomendacji Prawicy Rzeczypospolitej. W 2018 utrzymał mandat radnego na kolejną kadencję sejmiku. 25 marca 2019 został wybrany na przewodniczącego tego gremium, funkcję tę pełnił do końca kadencji w 2024. W czerwcu 2019 opuścił klub radnych PiS, deklarując jednocześnie poparcie dla zarządu województwa. W 2024 z listy Prawa i Sprawiedliwości ponownie został wybrany na radnego województwa.

## Odznaczenia
W 2006 otrzymał Srebrny Krzyż Zasługi. W 2012 został odznaczony Krzyżem Wolności i Solidarności, a w 2016 wyróżniony Odznaką Honorową Województwa Podlaskiego.